# Rio Bănești (Argeș)
O Rio Băneşti é um rio da Romênia afluente do Rio Argeş, localizado no distrito de Argeş.